# Belvosia nigrifrons
Belvosia nigrifrons là một loài ruồi trong họ Tachinidae.